# Алиев, Камиль Магомедсалихович
Камиль Магомедсалихович Алиев (кум. Алилени Камиль Магьамматсалигьны уланы; 6 февраля 1947, Бамматюрт, Дагестанская АССР — 21 августа 2024) — российский дагестанский журналист, публицист и общественный деятель. Главный редактор кумыкской республиканской газеты «Ёлдаш» («Друг»). Председатель Кумыкского научно-культурного общества (КНКО). Основатель и руководитель интернет-сайта «Кумыкский мир».

## Биография
Родился в селе Бамматюрт Хасавюртовского района Дагестана. По национальности — кумык. Отец — участник Великой Отечественной войны, офицер, родом из села Какашура Карабудахкентского района Дагестана.
В 1966—1969 годы проходил воинскую службу в ГСВГ (ГДР) и ЦГВ в Чехословакии, участник событий 1968 года («Пражская весна»).
В 1974 году с отличием окончил филологический факультет Дагестанского государственного университета (ДГУ), в 1977 году аспирантуру философского факультета МГУ имени М. В. Ломоносова и защитил степень кандидата философских наук.
В 1977—1981 годы преподавал политологию в ДГУ, с 1981—1996 годы на профессиональной партийно-государственной и общественной работе.
В 1991 году по собственному мотивированному решению вышел из КПСС, позже добровольно оставил госслужбу и занялся общественной работой в КНД «Тенглик» и в движении «За новый Дагестан», где занимал должность заместителя председателя.
В 1994—1996 годы — эксперт в Евразийском центре профсоюзов в Анкаре и Фонде Культуры имени Ахмеда Есеви в Стамбуле. С 1996 по 2004 годы — советник Председателя Правительства Республики Дагестан. Указом Государственного Совета РД (№ 297 21.11.2001 году присвоен квалификационный разряд «Государственный советник РД 1 класса».
В 1999 году вместе со своими единомышленниками, молодыми учеными, интеллектуалами учредил и возглавил республиканское Кумыкское научно-культурное общество (КНКО). Основатель и руководитель интернет-сайта «Кумыкский мир», составитель и главный редактор Кумыкского энциклопедического словаря (Махачкала. 2009—2012). С апреля 2004 года возглавлял республиканскую общественно-политическую газету «Ёлдаш» на кумыкском языке.
Автор более 170 научных и публицистических статей, а также книг, таких как «Шаухалы Тарковские» (2008), «Кумыки в военной истории России» (2010) и «Кумыкский энциклопедический словарь» (2012).
Умер 21 августа 2024 года.

## Семья
- Жена Алиева Нурия Сююнч-Гереевна — учительница.
- Дочь Анель, 1973 года рождения, — врач.
- Дочь Бела, 1983 года рождения, — врач.
- Сын Анжи, 1977 года рождения, — ген. директор ООО «АГРИКО».
- Старший брат, Салав Алиев, 1936 года рождения, — учёный.

## Публикации
- Проблема происхождения кумыков в советской идеологии и историографии (2005)
- Кумыки. История и современные проблемы (2005)
- «Тенглик»: предпосылки возникновения и тенденции развития (2005)
- Тайны кумыкской этнонимики (2005)
- Кумыкский язык в России. (2005)
- У истоков европейского кумыковедения. (2005)
- Ахмед Саиб Каплан. (2005)
- «Кумык Петра Великого» князь Гамза-бек Тарковский (2005)
- Тайны биографии Джелала Коркмасова (2005)
- Имя и наследие Хайдара Баммата (2005)
- Религия, предшествовавшая исламу (2006)
- Из предыстории кумыкской печати (2006)
- Генеалогия как национальная идея (2007)
- Первенец средств массовой информации на кумыкском языке (2007)
- Герей-шаухал Музаффар (Победоносец) (2008)
- Сурхай III — «падишах Дагестанский» (2008)
- 2008 год .Князья Дадешкелиани — сородичи Тарковских
- Родословная князей Кази-Кумукских (2008)
- Тарковские в истории Ирана (2008)
- За службу России и храбрость (2009)
- Забытые герои забытых войн России (2009)
- Кавалергарды Его Императорского Величества (2009)
- Влияние Золотой Орды на этнос и культуру Кавказа (2009)
- Гюльзар — французская писательница кумыкского происхождения (2010)
- Битва за историю продолжается (2010)
- Потомок «Шевкальского царя», правивший Эриваном (2010)
- Судьба генерала (2011)
- Кумыкский генералитет Российской империи (2011)
- Кумыки и их правители в свете сказаний об Огуз-хане (2011)
- Профессор Фахреттин Кырзыоглу — в нашей памяти (2012)
- К генеалогии аристократии «Кавказской Тюмени» (2012)
- «Yoldaş» — 95 yıldır kendi halkıyla (2012)
- О кумыках, участниках Отечественной войны 1812 года (2012)
- Город «Башкент» «Книги побед» историков Тимура (2012)
- М. И. Артамонов и хазароведение в Дагестане (2012)
- Кумыки с древнейших времён до наших дней (2014)

## Отзывы современников
- «Камиль Алиев из года в год, шаг за шагом на пути рисуемой картины, украсивших её полотно очередными выразительными мазками». (А. Д. Коркмасов)
- «Камиль Алиев — самый правильно мыслящий кумык на начало XXI века». (С. Кадиев)